# Ernst Braun (Mediziner)
Ernst Braun, vollständiger Name Ernst Carl Friedrich August Braun (* 9. Januar 1893 auf dem Rittergut Mohrin; † 10. Mai 1963 in Karlstadt) war ein deutscher Neurologe, Psychiater und Hochschullehrer.

## Leben
Ernst Braun war der Sohn des Landwirts und Oberamtmanns Emil Braun und dessen Ehefrau Rosemarie, geborene Schimpke. Nachdem er 1911 seine Schulzeit mit dem Abitur in Freienwalde (Posen) abgeschlossen hatte, absolvierte er ein Medizinstudium an den Universitäten Lausanne, Freiburg, München, Kiel und Greifswald. Seit dem Sommersemester 1911 war er Mitglied der Studentenverbindung Société d’Étudiants Germania Lausanne.  Zu Beginn des Ersten Weltkrieges unterbrach er sein Studium und war von 1914 bis 1918 als Kriegsfreiwilliger Feldhilfsarzt in einem Artillerieregiment. Nach Kriegsende setzte er sein Studium im Sommersemester 1919 in Rostock fort, promovierte dort 1920 zum Dr. med. und erhielt schließlich die Approbation. Anschließend war er am Pathologischen Institut der Universität  Rostock und dem Städtischen Krankenhaus Landsberg/Warthe tätig. Ab 1921 war er als Assistenzarzt an der Universitätsnervenklinik Rostock und ab 1924 in an der Universitätsnervenklinik München beschäftigt. Zwei Jahre nach seiner 1924 abgeschlossenen Ausbildung zum Facharzt für Psychiatrie und Neurologie wechselte er als Oberarzt an die Universitätsnervenklinik Freiburg und 1928 in selber Funktion an die Universitätsnervenklinik in Kiel, wo er sich im selben Jahr für das Fach Psychiatrie und Neurologie habilitierte und anschließend als Privatdozent tätig war. Im November 1930 heiratete er die Arzttochter Veronica Berterls (* 1904 in Riga), das Paar hatte ein Kind. Von 1934 bis 1936 lehrte er als nichtbeamteter außerordentlicher Professor für Psychiatrie und Neurologie an der Universität Kiel und führte in Schleswig-Holstein durch den Reichsforschungsrat finanzierte erbbiologische Forschungen durch. Anschließend war er für ein Jahr vertretungsweise und danach von August 1937 bis Januar 1946 als ordentlicher Professor für Psychiatrie und Neurologie an der Universität Rostock. Von 1944 bis 1945 war er Dekan an der medizinischen Fakultät. Ab 1936 war er zunächst kommissarischer Direktor der Heil- und Pflegeanstalt Rostock-Gehlsheim und bekleidete dieses Amt von 1937 bis Ende 1945 offiziell. Zusätzlich leitete er die Poliklinik für Nerven- und Gemütskranke. Der Universität Rostock war zwar eine Nervenklinik angeschlossen, die jedoch erst 1946 den Status einer Universitätsnervenklinik erhielt, was von Braun während seines Wirkens in Rostock moniert wurde. Braun kritisierte auch bereits bei seinem Amtsantritt die in jeglicher Hinsicht desolaten Verhältnisse innerhalb der Klinik.
Braun war bald nach der Machtübergabe an die Nationalsozialisten der SA 1934 beigetreten, in der er den Rang eines Sanitätstruppführers erreichte. Zudem gehörte er dem NS-Ärztebund an. Am 24. Juni 1937 beantragte er die Aufnahme in die NSDAP und wurde rückwirkend zum 1. Mai desselben Jahres aufgenommen (Mitgliedsnummer 4.202.058). Nach Beginn des Zweiten Weltkrieges wurde er zur Wehrmacht eingezogen und bei der Sanitätsstaffel Rostock eingesetzt. Er leitete das Reservelazarett IV Gehlsheim und ab Mai 1943 zusätzlich auch Hilfskrankenhaus Dargun. Im Oktober 1943 wurde er unabkömmlich gestellt. Im Januar 1944 wurde ihm das Kriegsverdienstkreuz II. Klasse ohne Schwerter verliehen. In der Kriegsendphase war er von Oktober 1944 bis April 1945 als Mediziner, zuletzt im Rang eines Stabsarztes, beim Volkssturm.
Nach Kriegsende befand er sich kurzzeitig in sowjetischer Internierung. Danach wurde er aus dem Professorenamt entlassen und praktizierte später als niedergelassener Arzt in Rostock.
Unter dem Vorwurf sich an NS-Euthanasieverbrechen beteiligt zu haben, wurde Braun 1950 in Untersuchungshaft genommen und im Oktober 1950 nach einem Verfahren durch das Landgericht Schwerin von dem Tatvorwurf der „Beteiligung am Menschlichkeitsverbrechen“ freigesprochen. Eine wissentliche bzw. aktive Teilnahme Brauns an der Aktion T4 ist bis heute nicht endgültig geklärt, jedoch gab es Verlegungen aus der Rostocker Nervenklinik in andere Einrichtungen. Bis zum Ende der Aktion T4 ging aber sicher ein Transport mit 30 Patienten aus Rostock direkt in eine Tötungsanstalt ab. Die unter seiner Verantwortung vorgenommenen Zwangssterilisierungen nach dem Gesetz zur Verhütung erbkranken Nachwuchses in der von ihm geleiteten Klinik waren nicht Prozessgegenstand.
Anschließend zog Braun nach Westdeutschland und war von 1951 bis zu seiner Emeritierung 1958 ordentlicher Professor für Psychiatrie und Neurologie an der Universität Göttingen. Zeitgleich leitete er als Direktor das Landeskrankenhaus Königslutter.
Ulrike Lemke beschreibt Brauns wissenschaftliche Tätigkeit Folgendermaßen:
„Braun blieb zeitlebens der praxisnahen und klinisch orientierten Forschung verbunden. Er veröffentlichte bis 1945 etwa 25 wissenschaftliche Arbeiten, u. a. Beiträge zu forensischen und neuropathologischen Themen in Lehrbüchern, wie im Handbuch der Geisteskrankheiten (Bumke et al., 1928) zur psychogenen Reaktion, im Handbuch der Neurologie (Bumke-Foerster, 1935) zur neurasthenischen Reaktion. Sein wichtigstes Werk ist 1933 erschienen, Die vitale Person, als Band 2 der Sammlung psychiatrischer und neurologischer Einzeldarstellungen, herausgegeben von Bostroem und Lange. Braun vertritt hier eine biologisch orientierte Psychiatrie, befasst sich mit Zusammenhängen zwischen Endokrinium, vegetativem Nervensystem und vitalem Syndrom“.

## Schriften
- Der Aufbau der psychogenen Reaktion, Berlin 1928 (Habilitation)
- Die vitale Person. Leipzig 1933.